# Luigi Ratini
Luigi Ratini (Trento, 8 maggio 1880 – Trento, 1º dicembre 1934) è stato un pittore e illustratore italiano.
È noto soprattutto per i numerosi ritratti e per le illustrazioni dei classici greci e latini, fra cui l'Iliade di Omero (1920–1923) e l'Eneide di Virgilio (1923–1934). Come insegnante ha lavorato nelle scuole di Trento e Rovereto, fra cui la Scuola Reale Elisabettina (1913–1915) dove ha avuto come allievi gli artisti Carlo Cainelli, Attilio Lasta e Guido Polo e l'ingegnere-editore Riccardo Maroni. Ha inoltre fatto parte del Circolo artistico trentino fondato da Luigi Bonazza nel 1912 e dell'Accademia Roveretana degli Agiati.

## Biografia

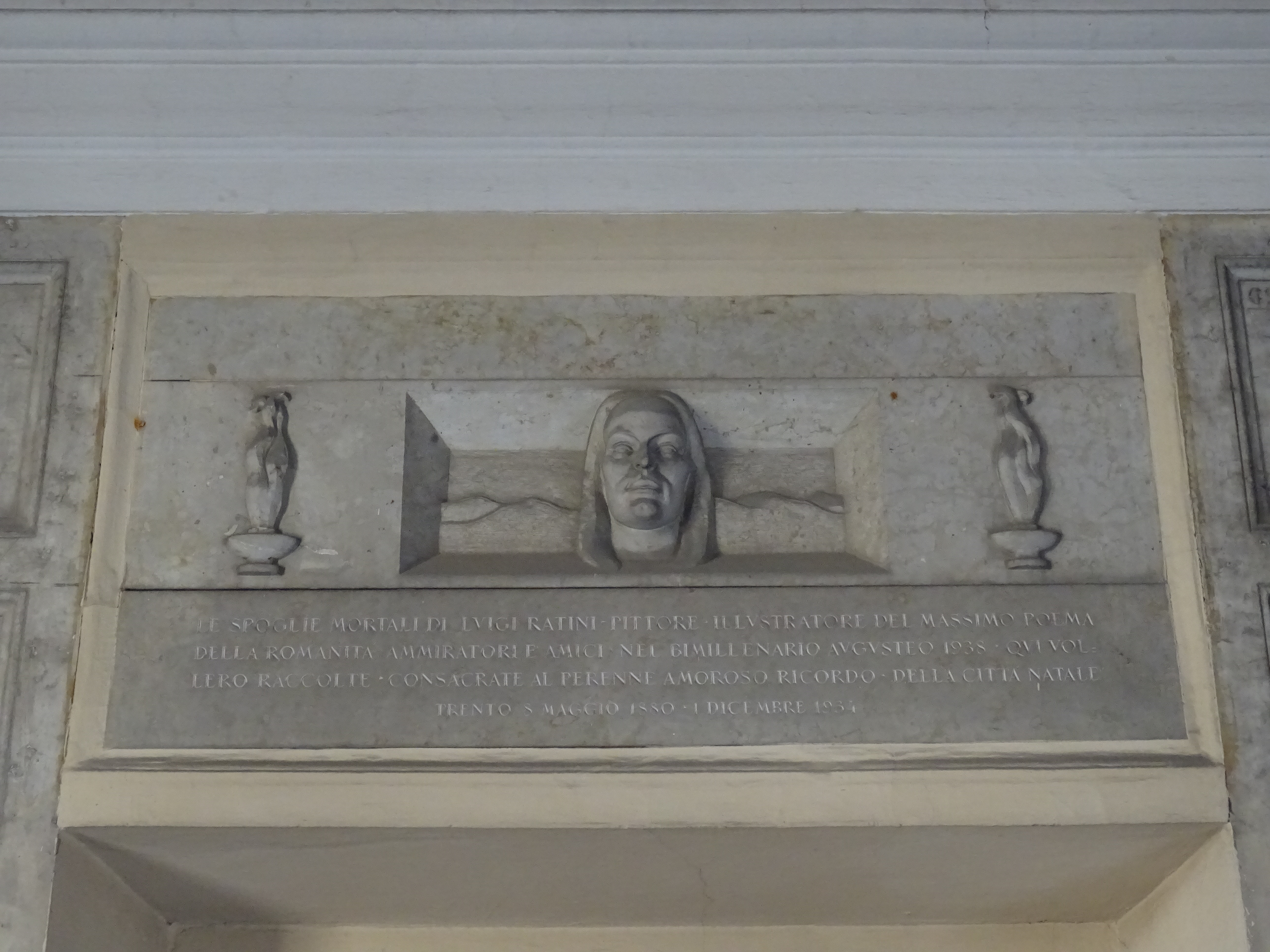
Targa nel cimitero monumentale di Trento

Luigi Camillo Maria Ratini nasce a Trento, nel rione della Portella, l'8 maggio 1880. Il padre Costante proviene da Canal San Bovo e lavora come litografo nella tipografia di Vittorio Zippel, la madre è Anna Ducati. Ratini disegna e dipinge già nell'infanzia. Frequenta la Scuola civica di Trento e la Scuola industriale (frequentata all'epoca da Stefano Zuech e Carlo Fait), in seguito convince i genitori a iscriverlo all'Accademia delle belle arti di Monaco, dove studia dal 1898 al 1901 grazie al sostegno economico dell'irredentista Giovanni Pedrotti, amico di Zippel. Nel 1900 la biblioteca comunale di Trento commissiona a Ratini il primo ritratto, dell'orientalista Giuseppe Turrini. Nello stesso anno l'artista esegue una copia della pala d'altare della chiesa di Sardagna. Nel 1901 si iscrive all'Accademia di Vienna, qui è ospitato a casa dello scultore Vittorio Morelli insieme a Luigi Bonazza. Dal 1903 al 1904 è a Roma, dove prende lezioni di nudo presso il Regio Istituto di Belle Arti.
Nel 1905 torna a Trento dove apre il proprio atelier. Si dedica soprattutto al ritratto, che esegue spesso per illustri famiglie trentine fra cui i baroni Salvadori e Salvotti. Nel 1906 partecipa all'Esposizione internazionale di Milano con un'opera dal titolo La tomba di Segantini, dedicata all'artista Giovanni Segantini. A causa dello scarso successo dell'atelier decide di dedicarsi all'insegnamento del disegno nelle scuole. Dal 1910 al 1911 lavora alla Scuola Reale di Trento e nel 1912 alla Scuola Professionale. Nel 1911 restaura alcuni dipinti presso la chiesa di Sardagna, fra cui la Madonna di Marcello Fogolino. Nel 1912 entra a far parte del Circolo artistico trentino fondato da Luigi Bonazza. Dal 1912 al 1913 insegna alla scuola di Lavarone, dal 1913 al 1915 alla Scuola Reale Elisabettina di Rovereto, dove sostituisce Luigi Comel. Qui ha come allievi gli artisti Carlo Cainelli, Attilio Lasta e Guido Polo e l'ingegnere-editore Riccardo Maroni. In seguito insegna al Ginnasio, all'Istituto magistrale e alla Scuola professionale di Rovereto.
Nel 1913 inizia a lavorare all'illustrazione dei grandi poemi classici greci e latini. Nel 1915, allo scoppio della prima guerra mondiale, si rifugia in Boemia con i genitori. È coscritto nell'esercito austro-ungarico come pittore di guerra. Dal 1916 al 1918 è a Wels, in Austria, insieme ad Attilio Lasta. Dopo la fine della guerra rientra a Trento e qui insegna alla Reale Scuola Tecnica e poi al Ginnasio. Nel 1919 è tra i fondatori del ricostituito Circolo artistico trentino, insieme a Luigi Bonazza, Oddone Tomasi, Stefano Zuech, Camillo Bernardi, Ermete Bonapace, Cesare Covi, Luigi Pizzini, Davide Rigatti, Ettore Sottsass senior e Giorgio Wenter Marini. Il 10 novembre 1919 sposa Armida Cescotti di Isera. Nel 1920 inizia l'illustrazione dell'Iliade di Omero, nel 1921–1922 disegna le leggende di Orfeo, Apollo e Dafne e di Deucalione e Pirra, nel 1923–1924 il Racconto della Bibbia ai fanciulli e al popolo. Nel 1923 inizia l'illustrazione dell'Eneide di Virgilio, a cui dedica dieci anni di lavoro senza riuscire a terminarla. Muore a Trento il 1º dicembre 1934.